# Ptecticus terminalis
Ptecticus terminalis är en tvåvingeart som beskrevs av James 1938. Ptecticus terminalis ingår i släktet Ptecticus och familjen vapenflugor.
Artens utbredningsområde är Colombia. Inga underarter finns listade i Catalogue of Life.